# Chełmiec (Sępopol)
Chełmiec (deutsch Kolbitzen) ist ein kleiner Ort in der polnischen Woiwodschaft Ermland-Masuren. Er gehört zur Gmina Sępopol (Stadt- und Landgemeinde Schippenbeil) im Powiat Bartoszycki (Kreis Bartenstein).

## Geographische Lage
Chełmiec liegt in der nördlichen Mitte der Woiwodschaft Ermland-Masuren, 25 Kilometer nordwestlich der einstigen Kreisstadt Rastenburg (polnisch Kętrzyn) und 15 Kilometer südöstlich der heutigen Kreismetropole Bartoszyce (deutsch Bartenstein).

## Geschichte
Die heutige Siedlung (polnisch Osada), vor 1785 Klein Passlack und bis 1945 Kolbitzen genannt, entstand als Vorwerk und war bis 1928 ein Wohnplatz im Gutsbezirk Prassen (polnisch Prosna). Als solches gehörte die Ortschaft bis 1945 zum Kreis Rastenburg im Regierungsbezirk Königsberg in der preußischen Provinz Ostpreußen. Im Jahre 1905 zählte Kolbitzen 33 Einwohner.
Am 30. September 1928 wurde das Vorwerk Kolbitzen aus dem Gutsbezirk Prassen im Amtsbezirk Prassen in die Landgemeinde Sawadden (1938 bis 1945 Schwaden, polnisch Zawada, nicht mehr existent) im Amtsbezirk Glaubitten (polnisch Głowbity) umgegliedert.
In Kriegsfolge kam Kolbitzen 1945 mit dem gesamten südlichen Ostpreußen zu Polen, und der kleine Ort erhielt die polnische Namensform „Chełmiec“. Heute ist er eine Ortschaft im Verbund der Stadt- und Landgemeinde Sępopol (Schippenbeil) im Powiat Bartoszyce (Kreis Bartenstein), bis 1998 der Woiwodschaft Olsztyn, seither der Woiwodschaft Ermland-Masuren zugeordnet.

## Kirche
Bis 1945 war Kolbitzen in die evangelische Kirche Leunenburg (polnisch Sątoczno) in der Kirchenprovinz Ostpreußen der Kirche der Altpreußischen Union sowie in die katholische Kirche Sturmhübel (polnisch Grzęda) im Bistum Ermland eingepfarrt.
Heute gehört Chełmiec katholischerseits zur Pfarrei Łabędnik (deutsch Groß Schwansfeld) im jetzigen Bistum Ermland, evangelischerseits zur Kirche Bartoszyce (Bartenstein), einer Filialkirche der Pfarrei Kętrzyn in der Diözese Masuren der Evangelisch-Augsburgischen Kirche in Polen.

## Verkehr
Chełmiec liegt an einer Nebenstraße, die die drei Gemeinden Bartoszyce (Bartenstein), Sępopol (Schippenbeil) und Korsze (Korschen) miteinander verbindet und von Sporwiny (Sporwienen) an der Woiwodschaftsstraße 592 über Pasławki (Paßlack) und Śmiardowo (Schmirdtkeim) nach Studzieniec (Wormen) führt. Eine Anbindung an den Bahnverkehr besteht nicht.